# Let's Dance (bài hát của David Bowie)
"Let's Dance" là một bài hát của nghệ sĩ thu âm người Anh quốc David Bowie nằm trong album phòng thu thứ 15 cùng tên của ông (1983). Nó được phát hành vào ngày 14 tháng 3 năm 1983 như là đĩa đơn đầu tiên trích từ album bởi EMI America Records. Bài hát được viết lời bởi Dowie, trong khi phần sản xuất được đảm nhiệm bởi Nile Rodgers, người sẽ tiếp tục cộng tác với ông cho một số dự án tiếp theo trong tương lai như đĩa đơn năm 1992 "Real Cool World" và album phòng thu thứ 18 của nam ca sĩ Black Tie White Noise (1993), bên cạnh phần guitar ở cuối bài hát được thể hiện bởi Stevie Ray Vaughan. Khác với phong cách pop rock quen thuộc trong những tác phẩm trước của Bowie, "Let's Dance" là một bản funk và post-disco kết hợp với những yếu tố từ dance-pop và funk rock mang nội dung đề cập đến một người đàn ông đang nhảy múa với người yêu của mình, cũng như việc mọi người tận hưởng niềm vui thông qua những điệu nhảy.
Sau khi phát hành, "Let's Dance" nhận được những phản ứng tích cực từ các nhà phê bình âm nhạc, trong đó họ đánh giá cao sự thay đổi trong phong cách âm nhạc của Bowie cũng như quá trình sản xuất nó. Ngoài ra, bài hát còn gặt hái nhiều giải thưởng và đề cử tại những lễ trao giải lớn, bao gồm chiến thắng hai giải Ivor Novello năm 1984 cho Bài hát Rock xuất sắc nhất và Hit quốc tế của năm, cũng như một đề cử tại giải Juno năm 1984 cho Đĩa đơn quốc tế của năm. "Let's Dance" cũng tiếp nhận những thành công ngoài sức tưởng tượng về mặt thương mại, đứng đầu các bảng xếp hạng ở Áo, Bỉ, Canada, Phần Lan, Ireland, Hà Lan, New Zealand, Na Uy, Tây Ban Nha, Thụy Điển, Thụy Sĩ và Vương quốc Anh, đồng thời lọt vào top 5 ở tất cả những quốc gia nó xuất hiện, bao gồm nhiều thị trường lớn như Úc, Pháp, Đức và Ý. Tại Hoa Kỳ, nó đạt vị trí số một trên bảng xếp hạng Billboard Hot 100 trong một tuần, trở thành đĩa đơn quán quân thứ hai và cuối cùng của Bowie tại đây.
Video ca nhạc cho "Let's Dance" được đạo diễn bởi David Mallet, trong đó bao gồm những cảnh Bowie và ban nhạc hát trong một câu lạc bộ, xen kẽ với hình ảnh về quá trình của một cặp đôi người thổ dân đang đấu tranh chống lại chủ nghĩa đế quốc văn hóa phương Tây. Được ghi nhận là bài hát trứ danh trong sự nghiệp của nam ca sĩ, nó đã được hát lại và sử dụng làm nhạc mẫu bởi nhiều nghệ sĩ, như Tina Turner, Culture Club, Rob Thomas, CeeLo Green, Adam Lambert, Jimmy Fallon, Walk The Moon, Craig David và chính tác giả của nó Rodgers với ban nhạc của ông Chic, cũng như xuất hiện trong nhiều tác phẩm điện ảnh và truyền hình, bao gồm Charlie Wilson's War, EastEnders Parenthood, We Own the Night và Zoolander. Ngoài ra, "Let's Dance" còn nằm trong nhiều album tuyển tập của Bowie, như Changesbowie (1990), The Singles Collection (1993), Best of Bowie (2002), The Best of David Bowie 1980/1987 (2007), Nothing Has Changed (2014) và Bowie Legacy (2016).

## Danh sách bài hát
Đĩa 7"
1. "Let's Dance" (bản đĩa đơn) – 4:07
2. "Cat People (Putting Out Fire)" – 5:09

Đĩa 12"
1. "Let's Dance" (bản album) – 7:38
2. "Cat People (Putting Out Fire)" – 5:09

## Xếp hạng
| Bảng xếp hạng (1983)                            | Vị trí cao nhất |
| ----------------------------------------------- | --------------- |
| Úc (Kent Music Report)                          | 2               |
| Áo (Ö3 Austria Top 40)                          | 1               |
| Bỉ (Ultratop 50 Flanders)                       | 1               |
| Canada (RPM)                                    | 1               |
| Châu Âu (European Hot 100 Singles)              | 1               |
| Phần Lan (Suomen virallinen lista)              | 1               |
| Pháp (IFOP)                                     | 2               |
| Đức (Official German Charts)                    | 2               |
| Trường songid là BẮT BUỘC CHO BẢNG XẾP HẠNG ĐỨC | 2               |
| Ireland (IRMA)                                  | 1               |
| Ý (FIMI)                                        | 3               |
| Hà Lan (Dutch Top 40)                           | 1               |
| Hà Lan (Single Top 100)                         | 1               |
| New Zealand (Recorded Music NZ)                 | 1               |
| Na Uy (VG-lista)                                | 1               |
| Ba Lan (LP3)                                    | 5               |
| Nam Phi (Springbok Radio)                       | 2               |
| Tây Ban Nha (AFYVE)                             | 1               |
| Thụy Điển (Sverigetopplistan)                   | 1               |
| Thụy Sĩ (Schweizer Hitparade)                   | 1               |
| Anh Quốc (OCC)                                  | 1               |
| Hoa Kỳ Billboard Hot 100                        | 1               |
| Hoa Kỳ Dance Club Songs (Billboard)             | 1               |
| Hoa Kỳ Hot R&B/Hip-Hop Songs (Billboard)        | 14              |

| Bảng xếp hạng (1983)                 | Vị trí |
| ------------------------------------ | ------ |
| Australia (Kent Music Report)        | 24     |
| Austria (Ö3 Austria Top 40)          | 16     |
| Belgium (Ultratop 50 Flanders)       | 1      |
| Canada (RPM)                         | 3      |
| France (SNEP)                        | 10     |
| Germany (Official German Charts)     | 19     |
| Italy (FIMI)                         | 19     |
| Netherlands (Dutch Top 40)           | 10     |
| Netherlands (Single Top 100)         | 14     |
| New Zealand (Recorded Music NZ)      | 2      |
| Switzerland (Schweizer Hitparade)    | 10     |
| UK Singles (Official Charts Company) | 4      |
| US Billboard Hot 100                 | 18     |
| US Hot Dance Club Songs (Billboard)  | 2      |
| Bảng xếp hạng (2016)                 | Vị trí |
| US Hot Rock Songs (Billboard)        | 99     |

| Bảng xếp hạng (1980-89)              | Vị trí |
| ------------------------------------ | ------ |
| UK Singles (Official Charts Company) | 60     |

| Bảng xếp hạng                        | Vị trí |
| ------------------------------------ | ------ |
| UK Singles (Official Charts Company) | 261    |
| US Billboard Hot 100                 | 583    |

## Chứng nhận
| Quốc gia                                                                           | Chứng nhận | Số đơn vị/doanh số chứng nhận |
| ---------------------------------------------------------------------------------- | ---------- | ----------------------------- |
| Canada (Music Canada)                                                              | Bạch kim   | 100.000^                      |
| Pháp (SNEP)                                                                        | Vàng       | 873,000                       |
| Anh Quốc (BPI)                                                                     | Vàng       | 1,064,227                     |
| Hoa Kỳ (RIAA)                                                                      | Vàng       | 1.000.000^                    |
| * Chứng nhận dựa theo doanh số tiêu thụ. ^ Chứng nhận dựa theo doanh số nhập hàng. |            |                               |